# ややととさん
『ややととさん』は、1969年4月2日から1969年6月25日までよみうりテレビ制作・日本テレビ系列にて放送されたテレビドラマである。モノクロ放送。

## 概要・内容
主人公・はな代は、京都育ちの京女で、鰹節問屋「石橋堂」の長女。両親と祖母、弟、妹がいて、芯は強いが表向きはのんびりした性格。はな代は、頑固でケチな山本一郎の元に嫁ぐ。一郎はケチに徹し、その周りはそれに反発しがちだが、はな代は夫と周囲の人々の間に立ち、両者をうまく操って明るい家庭を築こうとしていく。しかし、大阪・船場に構える山本家の経営する店が倒産の日を迎える。波瀾の生活の中、はな代は山本家の再建にも奮闘する･･･。
前作・道頓堀に続き、花登筺が原作・脚本を手掛けたドラマ。「ややととさん」とは、京言葉で「小柄で、若く愛くるしく、心の優しい女性」という意味である。

## 放映データ
- 放映期間：1969年4月2日〜1969年6月25日
- 放映曜日・放映時間帯：毎週水曜21:30〜22:26（JST）
- 放映話数：全13話
- モノクロ放送

## 出演
- はな代：八千草薫
- 山本一郎：藤岡琢也
- はな代の父：坂東三津五郎
- はな代の母：浪花千栄子
- 節之助（はな代の弟）：武智鉄二
- 山本二郎（一郎の弟）：宗方勝巳
- 山本三郎（一郎の弟）：川口恒
- 山本道子（二郎の妻）：夏川かほる
- 初江：春川ますみ
- 次江：川口晶
- 北林谷栄
- 日色ともゑ
- 近藤正臣
- 萩本欽一（コント55号）
- 坂上二郎（コント55号）

ゲスト
- 骨董屋：南都雄二（第2話）
- 和夫：伊丹十三（第2話）
- 山田桂子（第3話）
- ルミ子：松島トモ子（第8話）
- 道太郎：細川俊夫（第8話）
- 小川：大村崑（第9話）
- 魚屋：柳川清（第9話）
- 吉田：島田景一郎（第11話）

## スタッフ
- 原作・脚本：花登筺
- 演出：鶴橋康夫
- 制作：よみうりテレビ

## サブタイトル
- 第1話「京女ここにあり」（1969年4月2日）
- 第2話「花婿買います」 （4月9日）
- 第3話「アホと馬鹿」 （4月16日）
- 第4話「たどん屋の泥んこ」 （4月23日）
- 第5話「嫁ぐ夜」 （4月30日）
- 第6話「鯖の頭」 （5月7日）
- 第7話「あゝ金庫」 （5月14日）
- 第8話「嫁入道具」 （5月21日）
- 第9話「月給制採用」 （5月28日）
- 第10話「シモ! 119番」 （6月4日）
- 第11話「安もんの柱」 （6月11日）
- 第12話「金庫の鍵」 （6月18日）
- 第13話「万歳! 嫁の座」 （6月25日）